# Андервуд, Сара Джин
Са́ра Джин А́ндервуд (англ. Sara Jean Underwood; род. 26 марта 1984 года, Портленд, Орегон, США) — американская фотомодель, актриса и профессиональный игрок в покер.

## Биография
Сара Джин Андервуд родилась 26 марта 1984 года в Портленде (штат Орегон, США).
В 2002 году окончила Scappoose High School. Помимо этого она успела поучиться в Oregon State University и в Portland State University. Её другом детства и одноклассником был Дерек Андерсон, ставший американским футболистом.
Её первая работа - помощница по продажам строительной техники. Позже она сменила ряд работодателей, в их числе ресторан сети Hooters, где девушка занимала должность официантки.

## Карьера
Сара Джин впервые появилась в мужском журнале Playboy в октябре 2005 года. Андервуд была Playmate месяца в июле 2006 года и Playmate года в 2007 году. Девушка появилась во многих видео Playboy.
Она также снимается в фильмах, её дебютом стала небольшая роль в «Очень эпическом кино» (2007).

## Фильмография
| Год  |   | Русское название          | Оригинальное название    | Роль              |
| ---- | - | ------------------------- | ------------------------ | ----------------- |
| 2007 | ф | Очень эпическое кино      | Epic Movie               | пиратская девушка |
| 2008 | ф | Мальчикам это нравится    | The House Bunny          | Сара              |
| 2009 | ф | Два миллиона тупых женщин | Two Million Stupid Women | Джинджер          |
| 2009 | в | Повелитель теней          | The Telling              | Трэси             |
| 2009 | ф | Мисс Март                 | Miss March               | играет саму себя  |
| 2010 | ф | Рыцарь дня                | Knight and Day           | Диктор № 2        |
| 2012 | в | Зелвуд                    | Zellwood                 | Кэти              |